# William Hartston
William Roland Hartston (ur. 12 sierpnia 1947 w Londynie) – angielski szachista, dziennikarz i autor książek o tematyce szachowej, mistrz międzynarodowy od roku 1973.

## Kariera szachowa
Od połowy lat 60. do połowy 80. należał do ścisłej czołówki angielskich szachistów. Był wielokrotnym medalistą indywidualnych mistrzostw Wielkiej Brytanii (m.in. złotym w latach 1973 i 1975 oraz srebrnym – 1967 i 1980). Pomiędzy 1966 a 1978 rokiem sześciokrotnie (w tym raz na I szachownicy) reprezentował swój kraj na szachowych olimpiadach, zdobywając 3 medale: złoty (za indywidualny wynik na III szachownicy w 1970 r.) i dwa brązowe (wraz z drużyną w 1976 r. oraz na II szachownicy w 1972 r.). W latach 1973–1983 wystąpił również czterokrotnie w drużynowych mistrzostwach Europy, w 1980 r. zdobywając wraz z zespołem brązowy medal.
Jeden z największych sukcesów na arenie międzynarodowej odniósł na przełomie 1972 i 1973 r., zajmując III m. (za Bentem Larsenem i Wolfgangiem Uhlmannem, przed m.in. Vlastimilem Hortem, Władimirem Tukmakowem, Walterem Browne, Wasilijem Smysłowem i Ulfem Anderssonem) w słynnym turnieju w Hastings. Inne znaczące wyniki:
- II m. w Londynie (1968, za Raymondem Keene),
- III m. w Vrnjackiej Banji (1972, turniej strefowy, za Josipem Rukaviną i Janem Smejkalem),
- I m. w Sarajewie (1976, turniej Bosna),
- dz. III m. w Beer Szewie (1976, za Władimirem Liberzonem i Ja’irem Kraidmanem, wspólnie z m.in. Drazenem Maroviciem),
- dz. III m. w Decinie (1976, za Burkhardem Malichem i Josefem Nunem, wspólnie z m.in. Lwem Alburtem, Włodzimierzem Schmidtem, Josefem Pribylem, Miloradem Knezeviciem i Vlastimilem Jansą),
- dz. II m. w Esbjergu (1977, turniej The North Sea Cup, za Jensem Kristiansenem, wspólnie z Larsem-Åke Schneiderem),
- I m. w Londynie (1984).

Najwyższy ranking w karierze osiągnął 1 stycznia 1979 r., z wynikiem 2485 punktów zajmował wówczas 4. miejsce (za Anthony Milesem, Michaelem Steanem i Johnem Nunnem) wśród angielskich szachistów. Od 1990 r. nie występuje w turniejach klasyfikowanych przez Międzynarodową Federację Szachową.
W latach 70. i 80. współpracował z BBC, prowadząc telewizyjne programy Play Chess, w których m.in. komentował partie meczów o mistrzostwo świata. Był również dziennikarzem gazet The Independent i Daily Express. Napisał kilkanaście książek poświęconych szachowej tematyce.

## Życie prywatne
W latach 1970–1977 William Hartston był pierwszym z trzech mężów czeskiej arcymistrzyni Jany Malypetrovej.

## Publikacje
- How To Cheat At Chess (1977)
- Soft Pawn (1980)
- The Ultimate Irrelevant Encyclopaedia (1984)
- Kings of Chess (1985)
- Chess - The Making of the Musical(1986)
- Drunken Goldfish and Other Irrelevant Scientific Research (1988)
- How was it for you, Professor? (1992)
- The Guinness Book of Chess Grandmasters (1996)
- Teach Yourself Better Chess (1997)
- The Book of Numbers: The Ultimate Compendium of Facts About Figures (2000)
- What Are the Chances of That? (2004)
- What's What - The Encyclopedia of Quite Extraordinary Information (2005)